# Sportpark Husterhöhe
Der Sportpark Husterhöhe (aufgrund eines Sponsorings offiziell Framas Stadion) ist ein Fußballstadion in der rheinland-pfälzischen Stadt Pirmasens. Die Oberligamannschaft des FK Pirmasens trägt hier seit 2004 ihre Heimspiele aus.

## Geschichte
Bis 2003 trug der FK Pirmasens seine Heimspiele im Stadion an der Zweibrücker Straße („Horeb“) aus.
Das reine Fußballstadion Sportpark Husterhöhe wurde 2003/04 in knapp 15 Monaten mit Landesmitteln errichtet. Die Baukosten betrugen rund 8 Millionen Euro. Die komplett überdachte Haupttribüne bietet Sitzplätze für 3000 Zuschauer. Weitere 850 Zuschauer können auf der nicht überdachten Gegentribüne sitzen. Hinter den Toren sowie auf den Seiten der Gegengeraden befinden sich 6150 Stehplätze. Insgesamt ist der Sportpark Husterhöhe für 10.000 Zuschauer zugelassen.
Im September 2004 wurde das Stadion mit dem Meisterschaftsspiel der Oberliga Südwest zwischen dem FKP und den Amateuren des 1. FC Kaiserslautern eingeweiht. Der rheinland-pfälzische Ministerpräsident Kurt Beck führte den symbolischen Anstoß aus.
Es mussten bereits früh einige Änderungen vorgenommen werden: Mit dem Aufstieg in die Regionalliga Süd im Jahr 2006 mussten die Flutlichtanlage deutlich aufgestockt und die Ausgänge farblich gekennzeichnet werden. Zudem wurde ein mobiler Spielertunnel angeschafft.
Der Sportpark Husterhöhe umfasst neben dem „Städtischen Stadion Pirmasens“ auch das Trainingsgelände des FKP mit einem Rasenplatz, einem Kunstrasenplatz und weiteren Plätzen wie z. B. einem Beachvolleyball-Feld. Ebenfalls zum Sportpark zählt das Vereinsgelände des MTV Pirmasens neben dem Trainingsgelände des FKP. Der MTV schuf sich dort im Jahr 2007 mit einem Rasen- und einem Hartplatz sowie einer Turnhalle und einer Vereinsgaststätte eine neue sportliche Heimat. Die erste Mannschaft des Vereins spielt in der C-Klasse, der untersten Spielklasse im Fußballkreis Pirmasens/Zweibrücken.

## Name
Im Oktober 2018 erhielt die Anlage den Sponsorennamen Framas Stadion, nach dem Pirmasenser Sportartikelzulieferer Framas Kunststofftechnik. Der Vertrag läuft über fünf Jahre und das Industrieunternehmen zahlt jährlich 10.000 Euro.

## Bedeutende Spiele im Sportpark Husterhöhe
Das Stadion war bereits mehrmals Austragungsort wichtiger Junioren-Länderspiele sowie von DFB-Pokalspielen:
- 9. September 2006: DFB-Pokal, 1. Hauptrunde: FK Pirmasens – Werder Bremen 5:3 n. E. (Zuschauer: 10.000 – ausverkauft)
- 24. Oktober 2006: DFB-Pokal, 2. Hauptrunde: FK Pirmasens – SpVgg Unterhaching 0:3 (Zuschauer: 6.000)
- 16. Oktober 2007: U21-EM-Qualifikation: Deutschland – Moldawien 3:0 (Zuschauer: 6.300)
- 7. August 2008: DFB-Pokal, 1. Hauptrunde: SV Niederauerbach – 1. FC Köln 1:5 (Zuschauer: 8.500)
- 17. März 2009: U17-Freundschaftsspiel: Deutschland – Ukraine 3:0 (Zuschauer: 1.500)
- 5. September 2009: U20-Freundschaftsspiel: Deutschland – Südafrika 6:1 (Zuschauer: 1.500)
- 14. August 2010: DFB-Pokal, 1. Hauptrunde: FK Pirmasens – Bayer 04 Leverkusen 1:11 (Zuschauer: 8.254)
- 11. November 2011: U19-Freundschaftsspiel: Deutschland – Ägypten 2:1 (Zuschauer: 7.900)
- 5. März 2013: U20-Freundschaftsspiel: Deutschland – Schweiz 3:2 (Zuschauer: 4.715)
- 9. August 2015: DFB-Pokal, 1. Hauptrunde: FK Pirmasens – 1. FC Heidenheim 1:4 (Zuschauer: 2.320)
- 21. August 2016: DFB-Pokal, 1. Hauptrunde: SC Hauenstein – Bayer 04 Leverkusen 1:2 (Zuschauer: 3.500)
- 16. August 2025: DFB-Pokal, 1. Hauptrunde: FK Pirmasens – Hamburger SV 1:2 n. V. (Zuschauer: 10.000 – ausverkauft)[2]

## Galerie

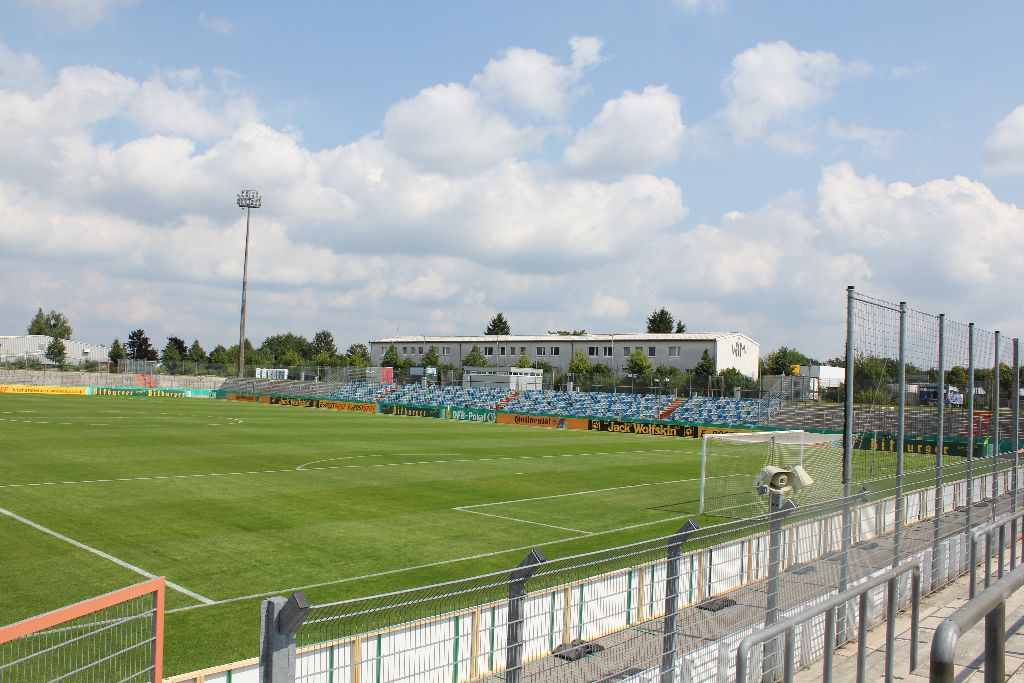
Gegengerade (2010)
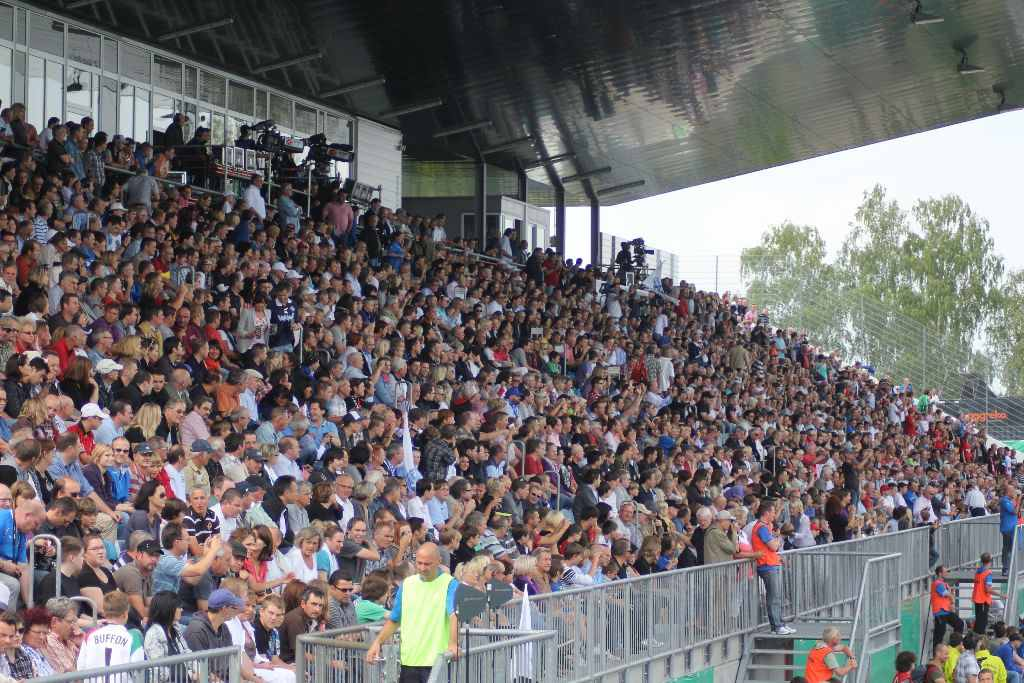
FK Pirmasens – Bayer 04 Leverkusen (2010)